# Uralba
Uralba est une localité australienne située dans la zone d'administration locale du comté de Ballina, dans la région des Rivières du Nord dans l'État de Nouvelle-Galles du Sud, en Australie.
Uralba est située au sud d'Alstonville, au nord de Wardell Est, à l'ouest de Pimlico et à l'est de Meerschaum Vale.
La population s'élevait à 216 habitants en 2016.